# Jen Williams

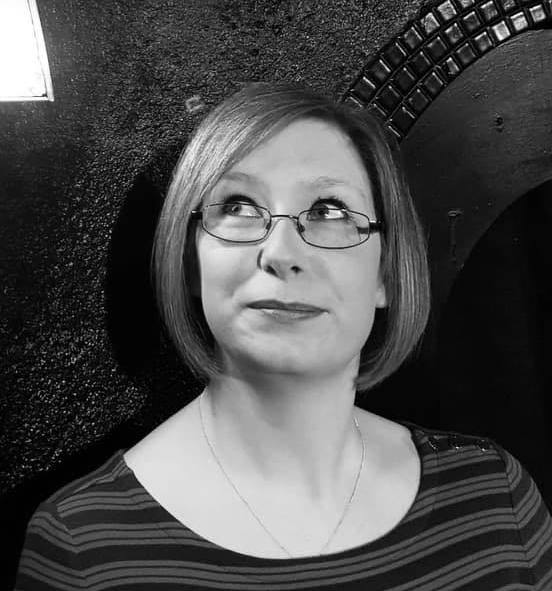
La autora de fantasía y terror Jen Williams en el Phoenix Arts Club en Soho, Londres

Jennifer "Jen" Williams es una escritora de novela británica de fantasía y terror. Actualmente vive en el sureste de Londres, donde trabaja como librera y redactora. Su primera trilogía, The Copper Promise, fue nominada en los Premio Británicos de Fantasía los años 2015, 2016 y 2017. En 2018 y 2019 ganó los premios a Mejor Novela de Fantasía por The Ninth Rain y The Bitter Twins, respectivamente. En 2021 publicó su última novela, Tiempo de lobos, un thriller sobre asesinatos en serie que se inspira en los cuentos de hadas.

## Premios
| Año  | Premio                          | Categoría             | Obra nominada       | Resultado |
| ---- | ------------------------------- | --------------------- | ------------------- | --------- |
| 2015 | British Fantasy Award           | Best Fantasy Novel    | The Copper Promise  | Nominada  |
| 2016 | British Fantasy Award           | Best Fantasy Novel    | The Iron Ghost      | Nominada  |
| 2017 | British Fantasy Award           | Best Fantasy Novel    | The Silver Tide     | Nominada  |
| 2018 | British Fantasy Award           | Best Fantasy Novel    | The Ninth Rain      | Ganadora  |
| 2018 | Subjective Chaos Kind of Awards | Best Blurred Boundary | The Ninth Rain      | Ganadora  |
| 2019 | British Fantasy Award           | Best Fantasy Novel    | The Bitter Twins    | Ganadora  |
| 2020 | Subjective Chaos Kind of Awards | Best Series           | The Winnowing Flame | Nominada  |

## Obra

#### Saga The CopperPromise
- The Copper Promise (2014)
- Sorrow's Isle (2015)
- The Iron Ghost (2015)
- The Silver Tide (2016)

#### Saga The Winnowing Flame
- The Ninth Rain (2017)
- The Bitter Twins (2018)
- The Poison Song (2019)

#### Novelas autoconclusivas
- Tiempo de lobos (Dog Rose Dirt, 2021). Publicado en español por el sello Motus de Trini Vergara Ediciones.